# 27505 Catieblazek
27505 Catieblazek este o planetă minoră (asteroid), cu un diametru de 7,75 km, din centura de asteroizi. A fost descoperită pe 7 aprilie 2000 la Stația Anderson Mesa de Lowell Observatory Near-Earth-Object Search. 
Obiectul prezintă o orbită caracterizată de o semiaxă mare de 2,6117844 UAi, o excentricitate de 0,18, o înclinație de 8,87031 ° în raport cu ecliptica.